# Чёрная Голова
Чёрная Голова́ (фин. Mustapää) — упразднённая деревня на территории Колтушского городского поселения Всеволожского района Ленинградской области. В настоящее время — часть деревни Хапо-Ое.

## История
Деревня Mustapää упоминается в наиболее старых из сохранившихся церковных регистрационных книгах Колтушского лютеранского прихода начиная с 1745 года.
Деревня Чёрная Голова обозначена на картах 1792 года прапорщика Н. Соколова и академика А. М. Вильбрехта.
Затем на «карте окружности Санкт-Петербурга» 1810 года.
Первоначально принадлежала, как и многие окрестные деревни, ротмистру Александру Чоглокову.

ЧЁРНАЯ ГОЛОВА — деревня принадлежит ротмистру Александру Чоглокову, жителей 12 м. п., 22 ж. п. (1838 год)

На этнографической карте Санкт-Петербургской губернии П. И. Кёппена 1849 года она обозначена как деревня «Mustapää», расположенная в ареале расселения савакотов. В пояснительном тексте к этнографической карте указано количество её жителей на 1848 год: савакотов — 12 м. п., 20 ж. п., финляндских карелов — 7 м. п., 8 ж. п., всего 47 человек.

ЧЁРНАЯ ГОЛОВА — деревня г. Чоглокова, по просёлкам, 5 дворов, 12 душ м. п. (1856 год)

Число жителей деревни по X-ой ревизии 1857 года: 17 м. п., 11 ж. п..
Деревня Чёрная Голова упоминается на Плане генерального межевания Шлиссельбургского уезда.

ЧЁРНАЯ ГОЛОВА — деревня владельческая, при колодцах, 7 дворов, 17 м. п., 16 ж. п. (1862 год)

В 1878 году местный крестьянин Матвей Семёнович Вибур купил у вдовы статского советника Марии Ивановны Василисиной 12 десятин земли, а в 1880 году у г. Чоглокова — 20 десятин.
В 1879 году, согласно материалам по статистике народного хозяйства Шлиссельбургского уезда, 20 десятин земли в деревне Чёрная Голова получил по дарственной купеческий сын И. В. Байков.
Согласно подворной переписи 1882 года в деревне проживали 9 семей, число жителей: 23 м. п., 16 ж. п., все лютеране, разряд крестьян — собственники, а также пришлого населения 21 семья, в них: 43 м. п., 37 ж. п., лютеране: 37 м. п., 36 ж. п..

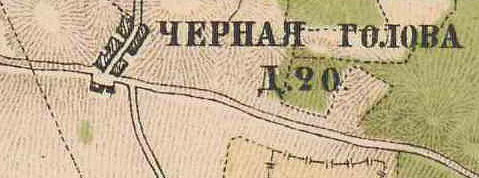
План деревни Чёрная Голова. 1885 год

В 1885 году, согласно карте окрестностей Петербурга, деревня насчитывала 20 крестьянских дворов. Сборник Центрального статистического комитета за этот же год, описывал деревню так:

ЧЁРНАЯ ГОЛОВА — бывшая владельческая деревня Колтушской волости, дворов — 7, жителей — 31; лавка. (1885 год).

По данным Материалов по статистике народного хозяйства в Шлиссельбургском уезде 1885 года 8 крестьянских дворов в деревне (или 89 % всех дворов) занимались молочным животноводством, 1 крестьянский двор (или 11 % всех дворов) выращивал на продажу смородину.
В конце XIX века восточней Чёрной Головы, на развилке дорог на Малое и Большое Манушкино появляется новая, впоследствии поглотившая её деревня Хапо-Ое.

ЧЁРНАЯ ГОЛОВА — деревня, на земле Канистского сельского общества, при земской дороге 12 дворов, 24 м. п., 26 ж. п., всего 50 чел. (1896 год)

В конце XIX — начале XX века деревня административно относилась к Колтушской волости 2-го стана Шлиссельбургского уезда Санкт-Петербургской губернии. Население деревни было однородным — финским.
В 1909 году в деревне было 9 дворов.

ЧЁРНАЯ ГОЛОВА — деревня Озерковского сельсовета Ленинской волости, 15 хозяйств, 81 душа.
 
Из них: русских — 1 хозяйство, 9 душ; финнов-ингерманландцев — 14 хозяйств, 72 души; (1926 год)

По административным данным 1933 года деревня Чёрная Голова относилась к Новопустошскому финскому национальному сельсовету.

ЧЁРНАЯ ГОЛОВА — деревня Ново-Пустошского сельсовета, 70 чел. (1939 год)

План деревни Чёрная Голова. 1939 год

В 1940 году деревня насчитывала 14 дворов, в центре деревни находилась наблюдательная вышка.
Основное население деревни в довоенные годы составляли ингерманландские финны, большинство из них в 1942 году подверглось депортации по национальному признаку.
В 1958 году население деревни составляло 174 человека.
В настоящее время деревня Чёрная Голова является частью деревни Хапо-Ое — Озерковским переулком.

## География
Находилась на Колтушской возвышенности, западнее и смежно с деревней Хапо-Ое.

## Административное подчинение
- с 1 марта 1917 года — в Озерковском сельсовете Колтушской волости Шлиссельбургского уезда.
- с 1 февраля 1923 года — в Озерковском сельсовете Ленинской волости Ленинградского уезда.
- с 1 августа 1927 года — в Озерковском сельсовете Ленинского района Ленинградского округа.
- с 1 ноября 1928 года — в Манушкинском сельсовете.
- с 1 августа 1930 года — в Манушкинском сельсовете Ленинградского Пригородного района.
- с 1 августа 1931 года — в Ново-Пустошском сельсовете.
- с 1 августа 1936 года — в Ново-Пустошском сельсовете Всеволожского района.
- с 1 июня 1954 года — в Колтушском сельсовете[43].